# ピウス6世 (ローマ教皇)
ピウス6世（Pius VI、1717年12月25日 - 1799年8月29日）は、ローマ教皇（在位：1775年2月15日 - 1799年8月29日）。本名はジョヴァンニ・アンジェロ・ブラスキ（Giovanni Angelo Braschi）。在位は24年と長かったが、フランス革命とそれに続いて起きたフランス軍の教皇領占領によってローマを追われ、失意のうちに亡くなった。

## 生涯
チェゼーナの貴族の家に生まれ、法学の学位を持っていたブラスキは、はじめルッフォ枢機卿の秘書として働いていた。そこでナポリ王国の宮廷との折衝に活躍したことで、教皇ベネディクトゥス14世の目に止まった。ベネディクトゥス14世の秘書として、さらにサン・ピエトロ大聖堂の聖堂参事会員に任命されたことを皮切りに、クレメンス13世、クレメンス14世と3代の教皇に仕え、順調な栄進を遂げながら1773年に枢機卿に任命された。
クレメンス14世死去に伴うコンクラーヴェはヨーロッパ諸国の思惑に左右されて難航したが、最終的にスペインやフランスが異議を取り下げたことによって、イエズス会の処遇問題に関しても穏健派とみられていたブラスキが新教皇に選出された。1775年2月15日のことであった。当時、ヨーロッパ諸国がナショナリズムを強め、王権のもとに国をまとめていこうとしたとき、国境を越えて自由に活躍し、教皇への忠誠を誓うイエズス会の存在が目障りなものとなっていた。そのため、イエズス会は弾圧の対象となっていた。
「ピウス6世」を名乗ったブラスキの教皇職は、当初から難問が山積みであった。まず、彼を支持した諸王家、反イエズス会派は、イエズス会へのさらなる処分を期待していた。その一方で親イエズス会派も、新教皇がイエズス会の解散処分を緩和するのではないかという期待を持っていた。相反する2つの期待の間でピウス6世が中立的態度を決め込んだことで、結果的に両派からの信頼を失うことになった。イエズス会員たちの一部はロシアに逃れ、そこで密かに会を存続させた。
さらにガリカニスムの一形態であるフェブロニウス主義の興隆がピウス6世を圧迫した。これは神聖ローマ皇帝ヨーゼフ2世が腹心のカウニッツとともに自国の教会統治の原則として取り入れたもので、教皇権は地域司教の権限に及ばないという思想であった。ピウス6世はなすすべもなかったが、皇帝の弟レオポルド大公（後の皇帝レオポルト2世）の治めるトスカーナ大公国にまでフェブロニウス主義が波及するに及んで静観できなくなり、1786年のピストイアでの司教会議で、ピストイアとプラートの司教スキピオ・デル・リッチを事態の元凶として弾劾した。
しかし、ピウス6世の治世で起きた最も大きな事件は、1789年のフランス革命であった。教皇は革命によって伝統あるフランスの教会が虐げられてゆく現実に直面した。人民政府は反教会を旗印にし、教会財産を国庫に没収した上、パレ・ロワイヤルでピウス6世の肖像画を焼いた。1791年にはアヴィニョンが没収された。
さらに1793年1月、ローマにおいて共和国政府の使節ユーグ・ド・バスヴィユ (Nicolas-Jean Hugou de Bassville) が殺害されると、国民議会は教皇が事件の黒幕であると断罪し、ナポレオン・ボナパルトを司令官としたフランス軍が教皇領に侵攻した。教皇軍は敗北し、ナポレオンの前に膝を屈することになった。事態はここで終わらず、1797年12月28日にローマで勃発した暴動によってフランス軍司令官デュフォーが殺害されると、フランス軍が再び教皇領に侵攻して、これを占領した。フランス軍はローマ共和国の成立を宣言し、教皇の退位を迫ったが、教皇がこれを拒否したため、事実上の捕虜としてイタリアからフランス各地を転々とさせられ、1799年8月29日にヴァランスで失意のうちに世を去った。死後に行われたコンクラーヴェで友人のルイジ・キアラモンティが翌1800年3月14日にピウス7世に選出された。
ピウス6世の時代、経済政策の失敗により、ローマ教皇庁の財政難が加速したが、教皇自身はレオ10世のような芸術と公共事業の庇護者たることを志していたようである。有名なバチカン美術館はこのピウス6世の発案である。